# Антим II Скопски
Антим (на гръцки: Άνθιμος, Антимос) е православен духовник, скопски митрополит в края на XVIII и началото на XIX век.

## Биография
В 1793 година Антим става митрополит на Костурската епархия. Според незапазен надпис при управлението му в 1799 година североизточно от Занско е изграден манастирът „Въведение Богородично“.
Антим става митрополит на Скопската епархия през октомври 1799 година.
В бележка на игумена на Марковия манастир Хрисант се казва, че Патриаршията е изпратила в 1799 година в Скопие за митрополит Антим, който бил „изкусен в писането“, но и го нарича сребролюбец, който „от сребролюбия своего... не щадеше ни же сирот, ни же вдовиц“.
Радослав Груич, който смята, че Антим става скопски митрополит в 1795 година, също така смята, че последното споменаване на Антим е за 1807 година у Кирил Пейчинович. Но през февруари 1818 година в синодалния сигилий на патриарх Кирил VI за Мецовската екзархия и тамошното гръцко училище се споменава митрополит Антим.
Умира в 1820 година.